# Siège de la base Anaconda
Guerre d'Afghanistan
Le siège de la base américaine Anaconda est un évènement de la guerre d'Afganistan qui se déroula le 8 août 2007 dans la province d'Orozgân. Les insurgés attaquèrent directement la base tenue par des militaires afghans et américains. Ils furent repoussés sans infliger la moindre perte à la Coalition.